# Babine Indijanci
Babine, ogranak ili pleme Carrier (Dakelh) Indijanaca nastanjeno u 19. stoljeću na srednjem toku rijeke Babine i jezeru Babine (Nataotin) i Bulkley Riveru (Hwotsotenne ili Wet’suwet’en) u kanadskoj provinciji Britanska Kolumbija. Jezično ovi Indijanci pripadaju zajedno s ostalim Carrier skupinama sjevernoj grani porodice Athapaskan, no jezik im nije toliko blizak koliko bi se moglo zaključiti. Tip kulture je sub-arktički s lovom i ribolovom kao glavnim zanimanjima. Swanton navodi više sela njihove skupine Hwotsotenne:  Hagwilget, tri milje južno od Hazeltona na Bulkley Riveru; Hwotat, istočno od jezera Babine, i Keyerhwotket, Lachalsap, Tsechah i Tselkazkwo na Bulkley Riveru. Skupina poznata kao Nataotin (danas Nadot'en, Nedut'en ili Nat'oot'en) u njegovo je vrijeme imala dva 'grada', to su : Lathakrezla, sjeverno od jezera Babine i Neskollek na jezeru Babine. 
Babine Indijanci čije ime znači  'thick-lipped person' dobili su ime po tome što su uobičavali nositi labrete, pločice koje se nose umetnute u donjoj usnici i na taj ih način neprirodno šire, ovaj običaj bio je osobito raširen u Južnoj Americi kod Indijanaca Beiços de Pau, Suya, Botocudo i još nekih, ali ga je bilo i kod nekih Tlingita s Aljaske, dok su taj sami običaj oni kopirali od Tsimshiana. Običaji nošenja posmrtnih ostataka pokojnog supruga od strane njegove udovice, po kojima su Carrier Indijanci dobili ime, bijahu uobičajeni i kod ove grupe. 
Babine Indijanci imali su klanove po majčinoj liniji što je proučio Diamond Jenness, a i boravište je matrilokalno. Isti izvor (Jenness) spominje i mjesta za ribarenje koja posjeduju obitelji, ili skupine obitelji koje su u srodstvu. Isto vrijedi i za njihove rođake, Indijance Carrier.
U nekim literaturama babine se često naziva i Nataotin, no ovaj naziv ga ne bi smio mijenjati, pošto obuhvaća samo skupinu Nataotin a ne i Hwotsotenne. 
Prema podacima SIL-a babine etnički broje 2,200 duša (1982). 'Joshua Project' (UN-ovi podaci za 2005) govore da ih ima 2,400. 

## Vanjske poveznice
- Babine Indians  Arhivirana inačica izvorne stranice od 5. prosinca 2005. (Wayback Machine)
- Babine